# Río Chao Phraya
El río Chao Phraya (en tailandés: แม่น้ำเจ้าพระยา) es el río más largo y por su caudal, el más importante de Tailandia. Fluye desde la región montañosa del norte del país hasta el golfo de Tailandia, cerca de Bangkok. Es importante para el transporte de las exportaciones del país y también parte de un valle agrícola altamente productivo. El nombre se aplica estrictamente solo al trayecto bajo del río, que se inicia en la confluencia de los ríos Nan (740 km) y Ping (658 km).
Tiene una longitud de 372 km, aunque el sistema fluvial Chao Phraya-Nan, llega a los 1112 km y drena una gran cuenca de 160 400 km², más de un tercio del país.

## Geografía
El Chao Phraya se inicia en la confluencia del río Ping y del río Nan, en Nakhon Sawan (también llamado Pak Nam Pho) en la Provincia de Nakhon Sawan. Recorre de norte a sur 372 kilómetros desde las llanuras centrales hasta Bangkok y el golfo de Tailandia. En Chainat, el río se divide en el curso del río principal y el río Tha Chin, que fluye en paralelo al río principal y desagua en el golfo de Tailandia a unos 35 kilómetros al oeste de Bangkok, en Samut Sakhon. En la baja llanura aluvial que comienza aguas abajo de la presa Chainat, se separan del río principal muchos pequeños canales (khlong). Los khlongs se utilizan para el riego de los arrozales de la región. 

### Asentamientos en el río
Las principales ciudades a lo largo del Chao Phraya, ordenadas de norte a sur, son las siguientes: Nakhon Sawan, Uthai Thani, Chainat, Singburi, Ang Thong, Ayutthaya, Pathum Thani, Nonthaburi, Bangkok y Samut Prakan. Estas ciudades se encuentran entre los lugares de más importancia histórica y más densamente poblados de Tailandia, precisamente debido a su acceso a la vía acuática.

### Tributarios
Los principales afluentes del río Chao Phraya son los siguientes:
- río Pa Sak, con una longitud de 513 km y una cuenca de 16 291 km²;
- río Sakae Krang, con 225 km y una cuenca de 5191 km²;
- río Nan, con 740 km y una cuenca de 57 947 km² (y su principal afluente, el río Yom, de 700 km y una cuenca de 23 616 km²);
- río Ping, con una longitud de 658 km y una cuenca de 44 688 km² (y su principal afluente, el río Wang, de 335 km),
- río Tha Chin, con 765 km;[2][3][4]

Cada uno de estos afluentes (y el Chao Phraya sí mismo) son además alimentados por otros afluentes menores, a menudo denominados khwae. Todos los afluentes, incluidos los pequeños khwaea, forman un amplio patrón en forma de árbol, con ramas que fluyen a través de casi todas las provincias del centro y norte de Tailandia. Ninguno de los afluentes del Chao Phraya se extienden más allá de las fronteras de la nación. El Nan y el río Yom fluyen casi paralelos desde Phitsanulok a Chumsaeng en el norte de la provincia de Nakhon Sawan. El río Wang entra en el río Ping, cerca del distrito Sam Ngao en la provincia de Tak.

## Cuenca hidrográfica del Chao Phraya

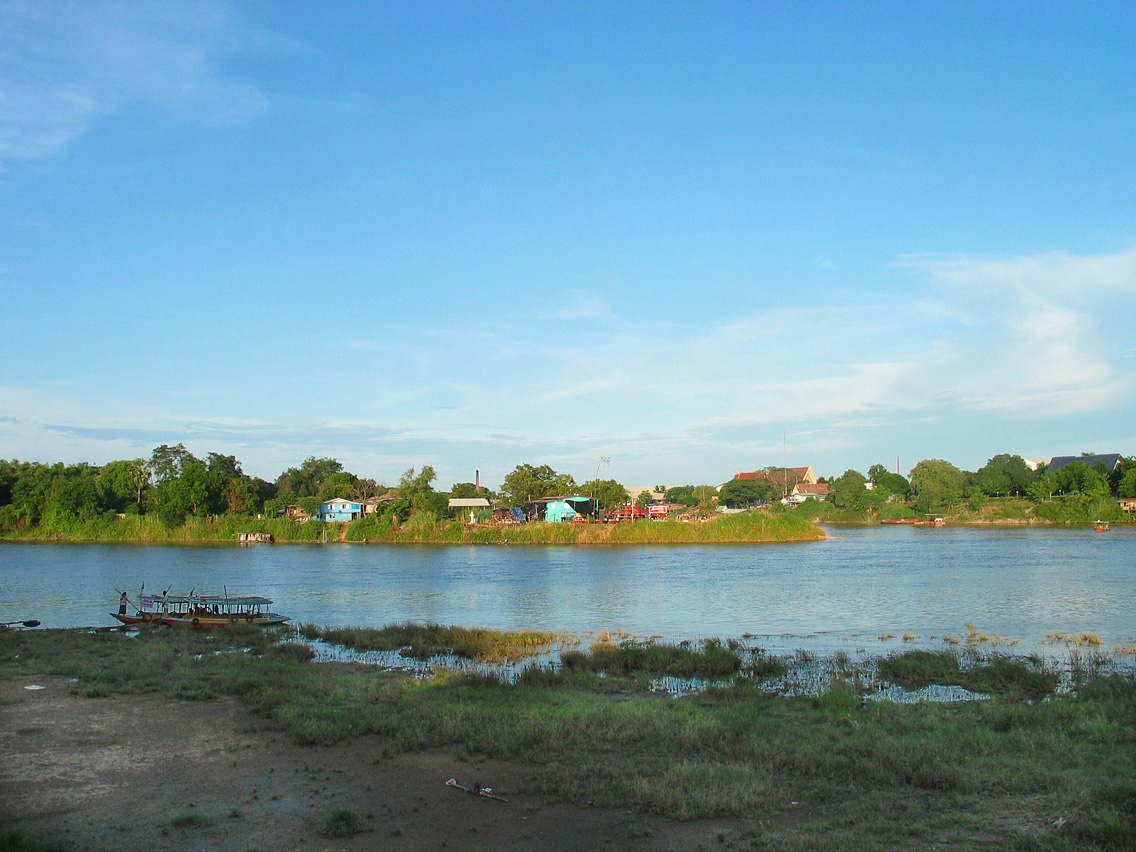
Origen del Chao Phraya en Nakhon Sawan.

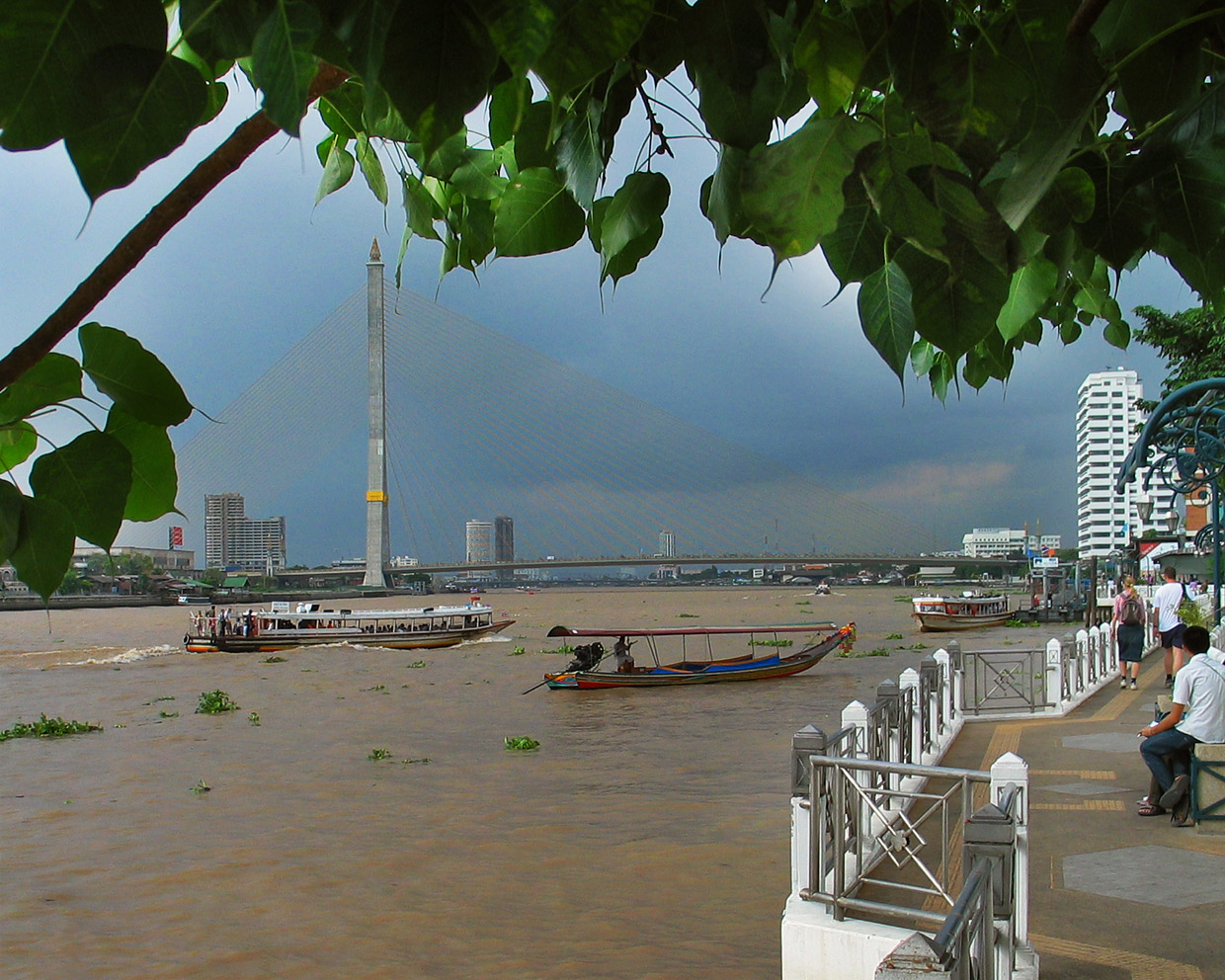
El río cerca del puente Rama VIII.

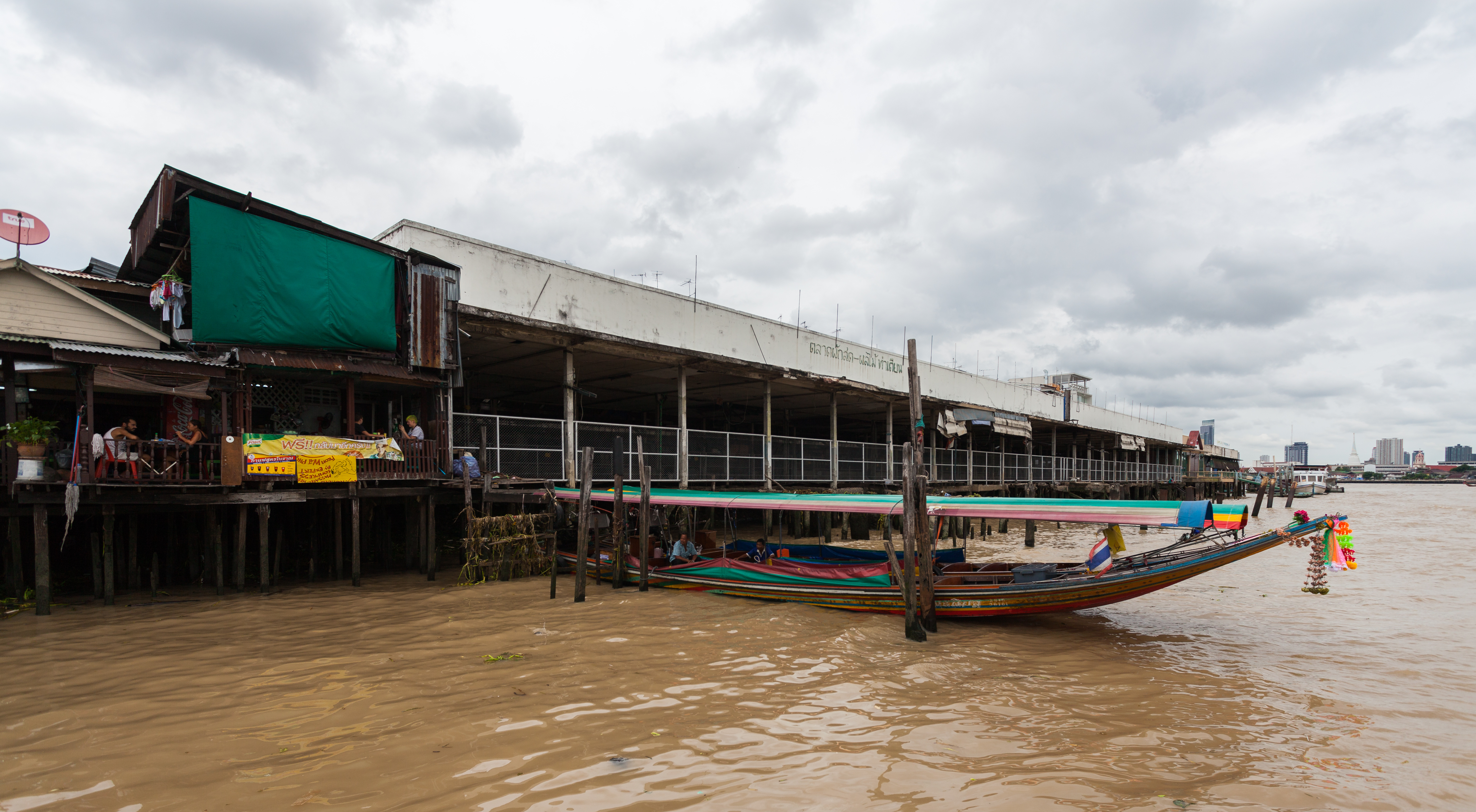
Muelle en el río Chao Phraya, Bangkok.

La extensión del río Chao Phraya y sus afluentes, es decir, el sistema fluvial del Chao Phraya, junto con el terreno sobre el cual drena la lluvia que cae en estos cuerpos de agua, forman la cuenca Chao Phraya. La cuenca del río Chao Phraya es la cuenca más grande de Tailandia, que comprende aproximadamente el 35 % del país, y drena un área de 157 924 km². La cuenca se divide en las siguientes subcuencas:
- cuenca del río Pa Sak;
- cuenca del Sakae Krang;
- gran cuenca del Nan (compuesta por la cuenca del Nan y la del Yom, y suelen superarse en los análisis de drenaje);
- gran cuenca del Ping (compuesta por la cuenca del Ping y la del Wang, y suelen superarse en los análisis de drenaje);
- cuenca del Tha (la cuenca del distributario más importante del Chao Phraya);
- cuenca del Chao Phraya, la tierra bañada por el propio río Chao Phraya, y no por sus principales tributarios o distributarios. Como tal, la cuenca del Chao Phraya drena 20 126 km² de tierra.[8]

La frontera natural montañosa de la cuenca hidrográfica forma una divisoria, que ha aislado históricamente, hasta cierto punto, Tailandia de otras civilizaciones del sudeste asiático. De hecho, en el norte de Tailandia, la divisoria se corresponde aproximadamente con una larga sección de la frontera política de la actual Tailandia. Los tramos de la frontera meridional de la divisoria se corresponden menos con la frontera política de la nación, ya que el aislamiento en este ámbito fue impedido por la facilidad del transporte a lo largo de las tierras bajas que rodean el golfo de Tailandia, lo que permitió que una civilización tailandesa unificada se extendiese sobre la cuenca sin ningún problema.

### Delta
El delta del río Chao Phraya se considera el «cuenco de arroz» de Tailandia. El río Tha Chin es el distributario principal del río Chao Phraya. La extensión del Chao Phraya y el río Tha Chin y sus distributarios, comenzando en el punto en que divergen los distributarios, junto con la tierra en medio del triángulo formado por las regiones ultraperiféricas y distributarios más internos, forman el delta del Chao Phraya. Los muchos distributarios del delta Chao Phraya están interconectados por canales que sirven tanto para el riego como para el transporte.